# Бреси, Фрэнк
Фрэнк Бреси (англ. Frank Bresee; 20 августа 1929, Лос-Анджелес, Калифорния, США — 5 июня 2018, Голливуд, Калифорния, США) — американский актёр и радиоведущий, историк радио.

## Биография
С 1967 по 1995 годы Фрэнк вёл передачу «Золотые дни радио», рассказывающую об истории радио с истоков до наших дней, на станции Armed Forces Radio and Television Service — официальном СМИ ВС США. Известен как один из самых уважаемых коллекционеров раритетных радийных записей (свыше 3900 плёнок), которые он передал калифорнийской Библиотеке имени Гранта Р. Бримхолла. Также известен как создатель настольной игры Pass-Out, наиболее популярной в Штатах в 1970-е годы.
Находился в браке с актрисой и моделью Бобби Бреси.
Бреси ушёл из жизни 5 июня 2018 года в возрасте 88 лет.

## Фильмография

### Актёр
- Тюремный корабль (1986) — ведущий игры
- Мой любимый монстр (1991) — тамада

### Продюсер
- Зловещее отродье (1987)